# Magnus Miller Murray
Magnus Miller Murray (* 22. Februar 1787 in Philadelphia, Pennsylvania; † 4. März 1838 in Pittsburgh) war ein US-amerikanischer Politiker. Er war von 1828 bis 1830 und erneut von 1831 bis 1832 Bürgermeister der Stadt Pittsburgh.

## Leben
Magnus Miller Murray wurde 1787 in Philadelphia als Sohn von Marry Miller Murray und Alexander Murray geboren. Der Vater war im Amerikanischen Unabhängigkeitskrieg Marineoffizier. Magnus Miller Murray besuchte die University of Pennsylvania und erreichte sowohl einen Bachelor als auch einen Master. Er war verheiratet mit Mary Wilkins.
Seine politische Karriere begann Murray als Zweitbesetzung des Richters William Wilkins. Von 1828 bis 1832 war er mit einer Unterbrechung Bürgermeister von Pittsburgh. Er war der erste Bürgermeister der Stadt, der dieses Amt in zwei Perioden innehatte.